# Dominique Braye
Dominique Braye, né le 21 octobre 1947 à Lyon, est un homme politique français, ancien membre de l'Union pour un mouvement populaire (UMP).

## Biographie
Docteur vétérinaire de profession, il est depuis 1995 président de la communauté d'agglomération de Mantes-en-Yvelines (Yvelines). Il est également conseiller municipal de la commune de Buchelay, dont il a été maire pendant 22 ans, avant d'être remplacé par Paul Martinez aux élections municipales de 2008.